# Anita Miller
Anita Corl Miller, nach Heirat Anita Corl Huntsmann, (* 14. Mai 1951 in Bryn Mawr, Pennsylvania) ist eine ehemalige Hockey-Spielerin aus den Vereinigten Staaten. Sie gewann 1984 eine olympische Bronzemedaille.

## Leben
Anita Miller war das älteste Mitglied der Damen-Hockeynationalmannschaft der Vereinigten Staaten bei den Olympischen Spielen 1984 in Los Angeles. Dort trafen in der Gruppenphase alle sechs teilnehmenden Teams aufeinander. Es siegten die Niederländerinnen vor den Deutschen. Dahinter lagen die Mannschaft der Vereinigten Staaten, die Australierinnen und die Kanadierinnen punktgleich. Während die Kanadierinnen ein negatives Torverhältnis hatten, lagen auch hier das US-Team und die Australierinnen gleichauf. Die beiden Teams trugen deshalb 15 Minuten nach dem Ende des letzten Spiels ein Siebenmeterschießen um die Bronzemedaille aus, das die Amerikanerinnen mit 10:5 gewannen. Miller wirkte in allen Spielen mit, beim abschließenden Siebenmeterschießen gehörte sie nicht zu den fünf Schützinnen. Von 1973 bis 1984 gehörte sie zur Nationalmannschaft und war in 75 Länderspielen dabei.
Anita Miller graduierte 1973 an der Ohio University und arbeitete zunächst als Hockeytrainerin und wurde später Reitlehrerin.